# Мусагитово
Мусагитово (баш. Мөсәғит) — деревня в Давлекановском районе Республики Башкортостан Российской Федерации. Входит в состав Имай-Кармалинского сельсовета. 

## География

### Географическое положение
Расстояние до:
- районного центра (Давлеканово): 40 км,
- центра сельсовета (Имай-Кармалы): 8 км,
- ближайшей ж/д станции (Давлеканово): 40 км.

## Население
| 2002 | 2009 | 2010 |
| ---- | ---- | ---- |
| 52   | ↘31  | ↗35  |

Согласно переписи 2002 года, преобладающие национальности — башкиры (50 %), татары (44 %).